# 庄内町野畑
庄内町野畑（しょうないちょうのばたけ）とは、大分県由布市内の大字。郵便番号は879-5422。

## 地理
由布市の南部、大分川支流の阿蘇野川沿いに位置する地区。山林地帯が主であり、加倉地区などに集落が散在する。庄内原、柿原、渕、直野内山、阿蘇野、竹田市直入町大字下田北と接する。

## 歴史
- 1889年4月1日 - 町村制の施行により、野畑を含む南庄内村が発足。
- 1954年11月1日 - 阿南村・東庄内村・西庄内村・南庄内村・阿蘇野村が合併し、大分郡庄内村が成立。（大分郡庄内村）
- 1955年4月1日 - 町制施行により大分郡庄内町が成立。（大分郡庄内町大字野畑）
- 2005年10月1日 - 挾間町・庄内町・湯布院町で新設合併、市政施行で由布市が成立。大字表記および、小字が廃止される（由布市庄内町野畑）[3]。

## 小・中学校の学区
市立小・中学校に通う場合、学区は以下の通りとなる。
| 町名       | 小学校               | 中学校             |
| ---------- | -------------------- | ------------------ |
| 庄内町野畑 | 由布市立西庄内小学校 | 由布市立庄内中学校 |

## 交通

### バス
由布市コミュニティバスが運行している

### 道路
- 大分県道621号田野庄内線

## 施設
- 野畑発電所